# Hacker (Familienname)
Hacker ist ein deutscher und englischer Familienname.

## Künstlername
- The Hacker (Michel Amato), französischer Musiker

## Familienname
- Adolf Hacker (Sänger) (1832–1883), deutscher Sänger (Tenor)
- Adolf Hacker (Maler) (1873–1943), deutscher Maler
- Adolf Hacker (Bildhauer) (1908–1956), deutscher Bildhauer
- Aemilius Hacker (1870–1912), österreichischer Jurist und Bergsteiger
- Agnes Hacker (1860–1909), deutsche Ärztin und Frauenrechtlerin
- Andrew Hacker (* 1929), US-amerikanischer Politikwissenschaftler
- Anton Hacker (1879–1942), deutscher Ingenieur und Industriemanager
- Arthur Hacker (1858–1919), britischer Maler
- Benedikt Hacker (1769–1829), österreichischer Komponist und Musikverleger
- Christa Womser-Hacker (* 1957), deutsche Informationswissenschaftlerin
- Christian Hacker (Unternehmer) (1802–1882), deutscher Spielwarenhersteller
- Christian Hacker (Schachspieler) (* 1963), deutscher Fernschachspieler
- Christian Hacker (Fußballspieler) (* 1974), österreichischer Fußballspieler
- Christian Hacker (Eishockeyspieler) (* 1992), deutscher Eishockeytorwart
- Clara Hacker (1885–1958), deutsche Politikerin (SPD/USPD/SED) und Gewerkschafterin
- Daniel Hacker (* 1982), US-amerikanischer Eishockeyspieler
- Dieter Hacker (* 1942), deutscher Maler
- Ernst Hacker (1910–1987), US-amerikanischer Grafiker und Sammler österreichischer Herkunft
- Felix Hacker (* 1999), österreichischer Skirennläufer
- Franz Carl Hacker († 1753), böhmischer Mineraloge, Bergmeister, Markscheider und Erzprobierer
- Franz Xaver Hacker (1836–1894), deutscher Priester und Schriftsteller
- Franz Hacker (geb. 19. November 1960), deutscher Jurist, Vorsitzender Richter am Bundespatentgericht und Honorarprofessor an der Universität Augsburg
- Frauke Hacker (* 1995), deutsche Ruderin
- Friedrich Hacker (1914–1989), österreichisch-amerikanischer Psychiater und Psychoanalytiker
- Georg Hacker (Maler) (1865–1945), deutscher Maler und Bühnenbildner
- Georg Hacker (Pilot) (1870–1947), deutscher Luftschiffer
- Georg Heinrich Hacker (Pfarrer) (1765–1849), deutscher Pfarrer
- Georg Heinrich Hacker (Schauspieler) (1856–1922), deutscher Schauspieler
- Gerhard Hacker (* 1963), deutscher Bibliothekswissenschaftler, Slavist und Hispanist
- German Hacker (* 1968), deutscher Politiker (SPD), Bürgermeister von Herzogenaurach
- Gustav Hacker (1900–1979), deutscher Landwirt und Politiker
- Hanna Hacker (* 1956), österreichische Soziologin, Historikerin und Entwicklungsforscherin
- Hanna Hacker (Verfassungsrichterin), deutsche Richterin des Bayerischen Verfassungsgerichtshofs
- Hans Hacker (Künstler) (1910–2008), deutscher Keramikkünstler
- Hans-Joachim Hacker (Historiker) (* 1948), deutscher Historiker und Archivar
- Hans-Joachim Hacker (Politiker) (* 1949), deutscher Politiker (SPD)
- Heinrich Hacker (1892–1970), deutscher SA-Führer
- Helen Mayer Hacker (1917–2015), US-amerikanische Soziologin
- Helmut Hacker (Jurist) (* 1929), deutscher Jurist und Richter
- Helmut Hacker (1930–2019), deutscher Glasmaler
- Hermann Hacker (* 1951), deutscher Förster und Schmetterlingskundler
- Hilary Baumann Hacker (1913–1990), US-amerikanischer Geistlicher, Bischof von Bismarck
- Horst Bernhard Hacker (1842–1906), deutscher Maler, siehe Wikidata
- Horst Hacker (1905–1988), deutscher Jurist und Politiker
- Jacob Hacker (* 1971), US-amerikanischer Politikwissenschaftler und Hochschullehrer
- Jens Hacker (1933–2000), deutscher Politikwissenschaftler
- Joachim Bernhard Nicolaus Hacker (1760–1817), deutscher Theologe, Poet und Schriftsteller
- Johann Carl Hacker (1811–1892), deutscher Politiker und Ministerialbeamter
- Johann Friedrich Hacker (1666–1697), böhmischer Waldbereiter und Bergmeister
- Johann Georg August Hacker (1762–1823), deutscher Theologe
- Jörg Hacker (* 1952), deutscher Molekularbiologe
- Katharina Hacker (* 1967), deutsche Schriftstellerin
- Kurt Hacker (1920–2001), österreichischer Polizist und Widerstandskämpfer
- Leopold Hacker (1843–1926), österreichischer Benediktiner
- Louis M. Hacker (1899–1987), US-amerikanischer Wirtschaftshistoriker
- Ludwig Hacker (1847–1929), deutscher Lehrer und Festspielbegründer, siehe Luisenburg-Festspiele #Geschichte
- Marcel Hacker (* 1977), deutscher Ruderer
- Marcus Hacker (* 1969), österreichischer Nuklearmediziner und Hochschullehrer
- Marilyn Hacker (* 1942), US-amerikanische Schriftstellerin und Dichterin
- Norman Hacker (* 1962), österreichischer Schauspieler
- Olin Hacker (* 1997), US-amerikanischer Leichtathlet
- Paul Hacker (1913–1979), deutscher Indologe
- Peter Hacker (* 1939), englischer Philosoph
- Peter Hacker (Politiker) (* 1963), österreichischer Manager und Politiker (SPÖ)
- Pirmin Hacker (* 1996), österreichischer Skirennläufer
- Philipp Hacker (* 1985), deutscher Jurist
- Richard Hacker (1947–2020), US-amerikanischer Baseballspieler
- Rüdiger Hacker (* 1941), deutscher Schauspieler, Hörspielsprecher und Regisseur
- Rudolf Hacker (1895–1959), deutscher katholischer Geistlicher
- Rupert Hacker (1935–2016), deutscher Bibliothekar und Autor
- Severin Hacker (* 1984), Schweizer Informatiker und Unternehmer
- Thomas Hacker (* 1967), deutscher Politiker (FDP)
- Ursula Hacker-Klom (* 1953), deutsche Biologin
- Uwe Hacker (1941–1995), deutscher Schauspieler
- Viktor von Hacker (1852–1933), österreichischer Chirurg
- Werner Hacker (1897–1955), deutscher Schullehrer, Heimatforscher und Schriftsteller
- Wilhelm Hacker (1877–1957), deutscher Lehrer und Turnfunktionär
- Winfried Hacker (* 1934), deutscher Psychologe und Arbeitswissenschaftler
- Wolfgang Hacker (Theologe) (* 1962), deutscher römisch-katholischer Theologe und Domdekan des Bistums Augsburg
- Wolfgang Hacker (Fußballspieler) (* 1977), österreichischer Fußballspieler